# Ryōgo Hirota
Ryōgo Hirota (jap. 広田 良吾, Hirota Ryōgo; *  1932; † 2015) war ein japanischer Physiker und angewandter Mathematiker.
Anfang der 1970er Jahre war er an den RCA-Forschungslaboratorien in Tokio und Ende der 1970er Jahre an der Ingenieursfakultät der Universität Hiroshima.
Ein System von Solitonengleichungen für flache Wasserwellen ist nach Hirota und Junkichi Satsuma benannt (1976).

## Entwickler der direkten Methode
Hirota entwickelte Anfang der 1970er Jahre die direkte Methode der Lösung von Solitonengleichungen (nichtlinearer Evolutionsgleichungen), die einfacher ist als die Methode der inversen Streutransformation, die Ende der 1960er Jahre entwickelt worden war.
Die direkte Methode wurde in den 1980er Jahren in der Schule von Mikio Satō (Michio Jimbō, Etsurō Date, Tetsuji Miwa und Masaki Kashiwara) ausgebaut und mit unendlichdimensionalen Lie-Algebren und deren Darstellungen in Verbindung gebracht.

### Vorgehen
Die direkte Methode besteht in einer Transformation der abhängigen Variablen, so dass die Lösung eine Summe von Exponentialfunktionen wird. Dabei wird die gesuchte ursprüngliche Lösung {\displaystyle u} auf die Tau-Funktion {\displaystyle u=2{\frac {d^{2}}{{dx}^{2}}}\log {(\tau })} transformiert und neue Gleichungen bilinear in der Tau-Funktion und ihren Ableitungen betrachtet.

### Anwendung
Die Methode spielte eine wesentliche Rolle bei der Lösung des Schottky-Problems mit Hilfe der KP-Gleichung und wurde auch auf gewöhnliche und partielle Differenzengleichungen angewandt.
Diskrete Gleichungen, die im Zusammenhang mit der direkten Methode untersucht werden, sind die von Miwa und das diskrete Analogon der verallgemeinerten Toda-Gleichungen (DAGTE, discrete analogue of the generalized Toda equation) von Hirota.

## Schriften
- Exact Solution of the Korteweg—de Vries Equation for Multiple Collisions of Solitons. Phys. Rev. Lett., Band 27, 1971, S. 1192
- Direct methods in soliton theory. in: R. K. Bullough, P. J. Caudrey: Solitons, Topics in Current Physics 17, Springer 1980
- The Direct Method in Soliton Theory. Cambridge University Press 2004 (zuerst 1992 in Japan erschienen)